# Шабани, Меритан
Меритан Шабани (нем. Meritan Shabani; родился 15 марта 1999 года в Мюнхене, Германия) — немецкий футболист, атакующий полузащитник клуба Грассхоппер».
Шабани родился к Германии в семье косовских албанцев.

## Клубная карьера
Шабани — воспитанник клуба «Баварии». В 2018 году Меритан был включён в заявку основной команды. 28 апреля в матче против франкфуртского «Айнтрахта» он дебютировал в Бундеслиге. В своём дебютном сезоне Шабани стал чемпионом Германии.
1 февраля 2021 года перешёл в нидерландский ВВВ-Венло на правах аренды.

## Достижения
Командные
«Бавария»
- Чемпионат Германии по футболу — 2017/18[источник не указан 1813 дней]